# Université de médecine de Łódź
L’université de médecine de Łódź (Uniwersytet Medyczny w Łodzi) est un établissement public d'enseignement supérieur et recherche polonais situé à Łódź, en Pologne. 
Elle est issue du regroupement en 2002 de deux établissements : 
- l’Académie de médecine de Łódź, créée en 1950 sur la base de la faculté de médecine (médecine et odontologie) et de la faculté de pharmacie de l'université de Łódź,
- l’Académie militaire de médecine de Łódź créée en 1958.